# Henrik Styke
Henrik Styke var hövitsman.

## Biografi
Henrik Styke var son till hövitsmannen Arend Styke och Metta Knutsdotter (Lillie). Efter drottning Margaretas död 1412 tillsatte hennes efterträdare, kung Erik av Pommern, Styke till hövitsman på Ringstaholm, första gången omnämnd 1423, sedan 1425, 1426, 1427 och 1431 i de samtida dokumenten som berör Norrköping. Under hans styre utsattes slottet för sin svåraste belägring av Engelbrekt Engelbrektssons trupper, vilkas uppgift var att rasera herremännens fästen i landet.

### Egendom
Styke ägde Ringstadholm.

### Familj
Styke var gift med Birgitta Bengtsdotter (Pipa), dotter till väpnaren Bengt Tomasson (Pipa) och Katarina Eriksdotter (Bielke).